# Selección femenina de balonmano playa de Argentina
La Selección femenina de balonmano playa de Argentina son "Las Kamikazes", es la sección femenina de las mejores jugadoras argentinas de balonmano playa, que representan a su país en competiciones internacionales.
En los Juegos Olímpicos de la Juventud de Buenos Aires 2018, obtuvo la medalla de oro olímpica tras ganar a Croacia los dos sets seguidos. A su vez, fueron campeonas en los Juegos Sudamericanos de Playa de Rosario 2019, al vencer por primera vez en la historia a Brasil en los shoot-outs.

## Historial

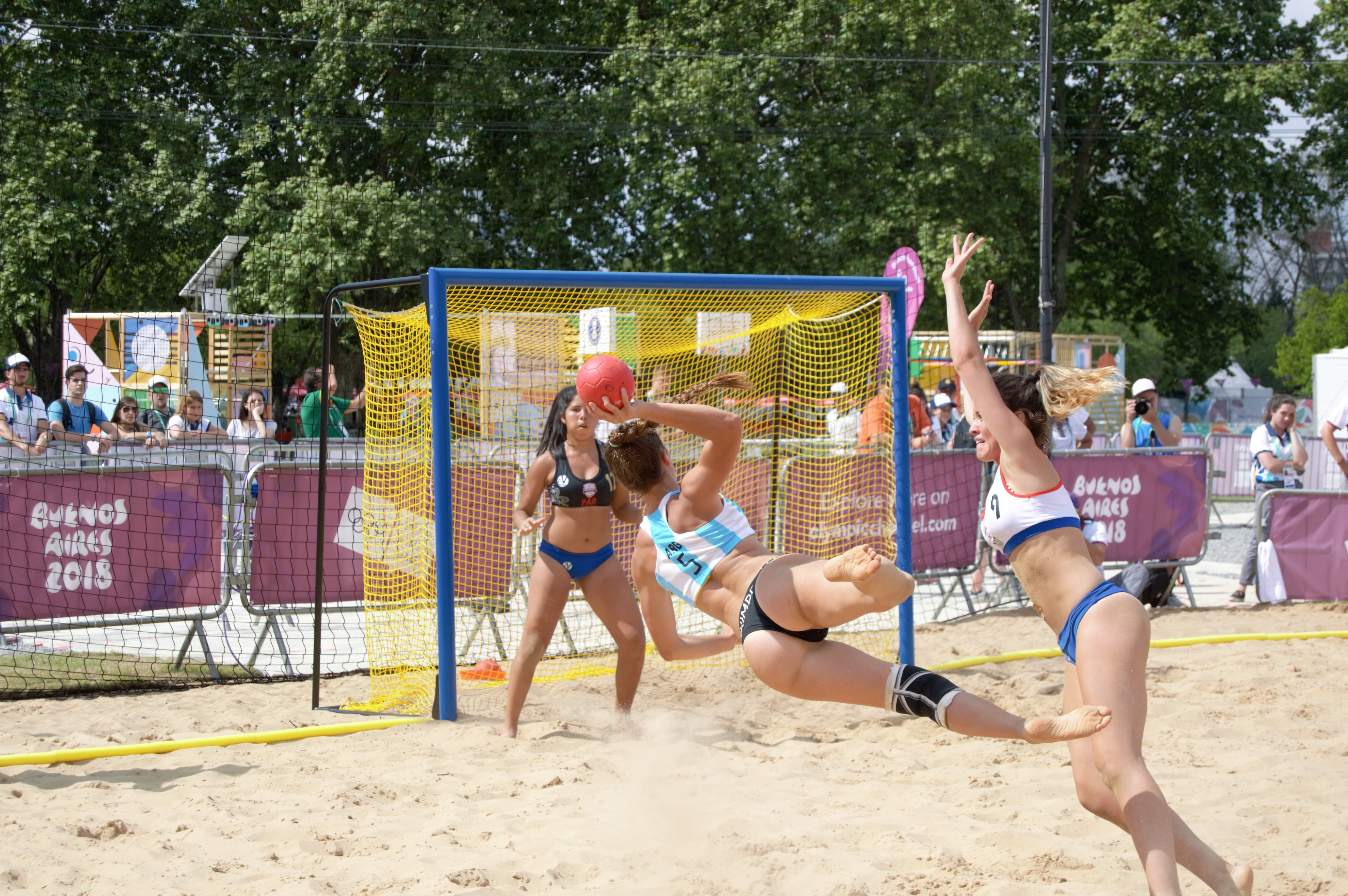
Partido entre Argentina y Paraguay durante los Juegos Olímpicos de la Juventud de Buenos Aires 2018.

### Mundiales
- 2004 - No participó
- 2006 - No participó
- 2008 - No participó
- 2010 - No participó
- 2012 - No participó
- 2014 - 11º puesto
- 2016 - 7º puesto
- 2018 - No participó
- 2022 - 7° puesto

### Panamericanos
- 2004 -  Medalla de bronce
- 2008 - 4º puesto
- 2012 -  Medalla de bronce
- 2014 -  Medalla de bronce
- 2016 -  Medalla de plata
- 2018 - 5º puesto

### Torneo Centro Sur Americano
- 2019 -  Medalla de plata
- 2022 -  Medalla de oro

### World Games
- 2017 -  Medalla de plata
- 2022 -  Medalla de bronce
- 2025 -  Medalla de oro

### Beach World Games
- 2019 - 6° Puesto

### Juegos Sudamericanos de Playa
- 2009 -  Medalla de bronce
- 2011 -  Medalla de plata
- 2014 -  Medalla de plata
- 2019 -  Medalla de oro

### Palmarés
- Juegos Olímpicos de la Juventud:
  -  Medalla de oro: 2018.

- Mundial sub-17 de beach handball:
  -  Medalla de bronce: 2017.